# Hydroidolina
Sous-classe
Synonymes
- Hydroida

Les Hydroidolina sont une sous-classe d'animaux aquatiques de l'embranchement des cnidaires et de la classe des hydrozoaires.

## Liste des ordres
Selon ITIS (26 févr. 2011) & World Register of Marine Species (26 févr. 2011) :
- ordre des Anthoathecatae
- ordre des Leptothecatae
- ordre des Siphonophorae